# كان روبرتس
كان روبرتس (بالإنجليزية: Kane Roberts)‏ هو مغني وموسيقي وعازف قيثارة أمريكي، ولد في القرن العشرين في بوسطن في الولايات المتحدة.

## وصلات خارجية
- الموقع الرسمي
- كان روبرتس على موقع ميوزك برينز (الإنجليزية)
- كان روبرتس على موقع ميوزك برينز (الإنجليزية)
- كان روبرتس على موقع أول ميوزيك (الإنجليزية)
- كان روبرتس على موقع ديسكوغز (الإنجليزية)
- كان روبرتس على موقع ديسكوغز (الإنجليزية)